# Manifesto (film)
Pour les articles homonymes, voir Manifesto (homonymie).
Pour plus de détails, voir Fiche technique et Distribution.
Manifesto est une installation cinématographique multi écran germano-australienne écrite, produite et réalisée par Julian Rosefeldt et dont la première présentation a eu lieu en 2015.

## Liminaire
L'œuvre met en scène Cate Blanchett interprétant divers rôles dans treize différents manifestes.
La production a commencé en décembre 2014 à Berlin, où elle a été tournée en douze jours. La première présentation a eu lieu à l'Australian Centre for the Moving Image du 9 décembre 2015 au 14 mars 2016. L'installation a été montrée également à Berlin au Museum für Gegenwart, du 10 février au 10 juillet 2016 et à New York au Park Avenue Armory du 7 décembre 2016 au 8 janvier 2017.
Une version cinématographique de 90 minutes est présentée en première au Festival du film de Sundance en janvier 2017.

## Distribution
- Cate Blanchett : différents rôles
- Erika Bauer : Situationism Extra #4
- Carl Dietrich : Situationism Extra #5
- Marie Borkowski Foedrowitz : Situationism Extra #1
- Ea-Ja Kim : Pop Art Extra
- Marina Michael : Situationism Extra #3
- Hannelore Ohlendorf : Situationism Extra #2
- Ottokar Sachse : Situationism Extra #6
- Ralf Tempel : Catholic Priest (Dadaism)
- Jimmy Trash : lui-même
- Andrew Upton : Pop Art Extra

## Prix
- 68e cérémonie du Deutscher Filmpreis : Meilleur décor, meilleurs costumes et meilleur maquillage[1].